# Полиция на Сърбия
Полицията е част от структурата на Министерството на вътрешните работи на Сърбия.
Служителите са 42 740 души, от тях 80,04 % мъже и 19,96 % жени (30 септември 2006).

## Структура
Генерална дирекция „Полиция“ на МВР се състои от 5 ведомства.
В страната има 161 редовни полицейски участъка, 62 гранични патрула и 49 участъка на КАТ.